# The Selection
The Selection è un romanzo young adult distopico del 2012 di Kiera Cass, primo volume della serie di The Selection.

## Trama
In un futuro lontano, in un Paese devastato dalla guerra e dalla fame, l'erede al trono seleziona la propria moglie grazie a un reality show spettacolare. Per molte ragazze la Selezione è l'occasione di una vita. L'opportunità di sfuggire a un destino di miseria e sognare un futuro migliore. Un futuro di feste, gioielli e abiti scintillanti. Ma per America è un incubo. A sedici anni, l'ultima cosa che vorrebbe è lasciare la casa in cui è cresciuta per essere rinchiusa in un Palazzo che non conosce. Perdendo così l'unica persona che abbia mai amato, il coraggioso e irrequieto Aspen. Poi però America conosce il Principe Maxon e le cose si complicano. Perché Maxon è affascinante, dolce e premuroso. E può regalarle un'esistenza che lei non ha mai nemmeno osato immaginare...

## Personaggi
- America Singer è la protagonista della serie. Ha 17 anni e lavora come cantante. È della casta Cinque. Vive in Carolina insieme ai suoi genitori, Shalom e Magda, e i suoi fratelli minori, May e Gerad. Ha una relazione segreta con Aspen Leger, un Sei, da due anni, con il quale si incontra clandestinamente quasi tutte le sere nella casetta sull'albero del suo giardino. Un giorno le arriva una lettera con un modulo per partecipazione alla Selezione. Per sua madre è la manna dal cielo: il suo desiderio è, infatti, far salire di casta i propri figli. America, invece, rifiuta perché è già innamorata di un ragazzo e non vuole essere rinchiusa in un palazzo per concorrere per il cuore di un uomo che non desidera minimamente. La sera successiva sulla casetta sull'albero, Aspen le consiglia di iscriversi poiché non riuscirà a vivere con il dubbio che se fosse stata estratta per partecipare alla Selezione (e forse vincerla), avrebbe avuto una vita migliore di quella che lui stesso avrebbe potuto offrirle. America si convince a compilare il modulo e quando lei e sua madre vanno all'Ufficio Servizi per spedirlo, incontrano la madre e le due sorelle gemelle di Aspen, che si accingevano a fare lo stesso. La madre di Aspen confessa a Magda di aver visto suo figlio più felice del solito ultimamente e di aver saputo che stava mettendo da parte dei soldi, probabilmente per sposare una ragazza. America, convinta che Aspen avesse deciso di chiederle di sposarlo, gli prepara una cenetta nella casa sull'albero, ma Aspen, vedendo tutto quel cibo, si arrabbia perché in quanto uomo dovrebbe essere lui a provvedere al cibo per lei, e in preda alla rabbia interrompe la relazione tra i due. Qualche giorno dopo, al Rapporto, viene nominato il suo nome come partecipante alla Selezione. America è scioccata, aveva deciso di iscriversi perché era sicura che non sarebbe stata estratta. Ciononostante, parte per il Palazzo con la decisione di dimenticare Aspen.
- Maxon Calix Schreave è il principe ereditario di Illèa, figlio di Clarkson e Amberly Schreave. Per scegliere sua moglie organizza la quarta Selezione, tra le cui 35 ragazze si trova anche America. Lui non è molto esperto in fatto di ragazze, ma nonostante ciò, dopo una prima conversazione con lei capisce che c'è qualcosa in America che lo attira e che gli fa venir voglia di passare il tempo con lei, anche se America non è molto sicura dei suoi sentimenti per via del suo amore ancora presente per Aspen.
- Aspen Leger è, all'inizio di The Selection, il ragazzo di America. Vive in Carolina con sua madre Lena e tutti i suoi fratelli. Appartiene alla casta Sei. La sua famiglia era inizialmente appartenente alla casta Tre, ma fu retrocessa di una casta. I nonni di Lena misero da parte tanti soldi per donarli a lei per farle comprare lo status di Tre. Ma lei li usò per sposare Elec, un cameriere del ristorante dei suoi genitori, un Sei. Lena fu ripudiata dalla sua famiglia senza complimenti e se ne andò con suo marito. Quando Elec morì, Aspen dovette provvedere ad aiutare la madre nel mantenimento della famiglia. A causa di quello che successe a sua madre dopo aver sposato suo padre, Aspen si mostra titubante a sposare America e così darle un'esistenza da Sei. Per cui la convince ad iscriversi alla Selezione e la lascia prima dell'estrazione delle Selezionate. Mentre America partecipa alla Selezione, lui viene preso come guardia a palazzo, e in questo modo riesce a stare vicino a lei.